# Drive Me Crazy
Drive Me Crazy (bra: Fica Comigo; prt: A Vizinha da Porta ao Lado) é uma comédia romântica orientada ao público adolescente, baseada na novela Como eu Criei Meu Dia Perfeito No Baile de Estudantes (How I Created My Perfect Prom Date) por Todd Strasser. Originalmente intitulado Perto de Ti (Next To You), o título foi modificado para capitalizar-se no êxito do primeiro single de sua trilha sonora, um remix da música de Britney Spears, (You Drive Me) Crazy. Enquanto a música se tornou um hit número um no mundo inteiro, ela não conseguiu promover o filme, que só deu uma receita bruta de 17 milhões de dólares familiarmente. A trilha sonora também teve participação de The Donnas que apareceu no filme.

## Sinopse
Nicole Maris (Melissa Joan Hart) e Chase Hammond (Adrian Grenier) são vizinhos um do outro, mas vivem em mundos diferentes. Nicole está sempre por dentro da últimas moda; Chase, sempre ultrapassado. Ela não faltaria a uma reunião de patricinhas ou o jogo de basquetebol com os seus amigos de esquema; ele pode ser normalmente encontrado em um refeitório escuro com os seus amigos que não se preocupam o que vestem.
Nicole quer um namoro dos sonhos com o jogador de basquete, mas antes que fosse certo de saírem juntos, ele se apaixonou por uma líder de torcida. Enquanto, a não conformada namorada de Chase, Dulcie (Ali Larter) o troca por outro homem. Agora que eles tem algo em comum, Nicole e Chase relutantes unem força para andarem na terra minada do amor colegial.
O esquema deles: sair um com o outro para atrair e enciumar os seus pretendentes. Funcionou tudo certo: ambos conseguiram a pessoa que queriam. Mas no meio do planejamento de uma celebração centenária de gala, Nicole e Chase descobrem que a pessoas que eles sempre queriam, está mais perto do que eles pensavam. Depois que tudo dá certo, há ainda uma grande guinada que pode arruinar a sua relação para sempre.